# Wolfgang Staudte
Wolfgang Staudte (Saarbrücken, 9 ottobre 1906 – Žigrski Vrh, 19 gennaio 1984) è stato un regista cinematografico, sceneggiatore e attore tedesco.
Per molto tempo, Staudte - insieme a Helmut Käutner - è stato considerato l'unico regista tedesco di spicco del dopoguerra. Dopo il 1945 poté vantare una carriera cinematografica artistica continuativa e lontana dal genere Heimatfilm tradizionale, che privilegiava temi idilliaci e ambientazioni rurali. Staudte realizzò il primo film tedesco del dopoguerra, Gli assassini sono tra noi (1945). Successivamente, con opere come Rotation (1949), Der Untertan (1951) e Rosen für den Staatsanwalt, si confermò un cineasta di eccezione nel panorama cinematografico tedesco, impoverito dalla guerra e dal dopoguerra.

## Biografia
Attivo a partire dagli anni trenta, scrive una trentina di film e ne dirige una sessantina, oltre a diverse puntate di una decina di serie televisive, fino agli anni ottanta. È inoltre attore in una quarantina di pellicole fino ai tardi anni cinquanta.
Dopo la seconda guerra mondiale, realizza diverse opere in chiave antinazista, come Gli assassini sono tra noi (1945), girato in una Berlino ancora segnata dai bombardamenti. Si tratta del primo film proiettato nella zona sovietica di Berlino dopo il nazismo, e il primo film tedesco del dopoguerra. L'opera viene prodotta dai sovietici tramite la DEFA con l'obiettivo di far rinascere il cinema tedesco.
Nel 1954 Rotation vince il Pardo d'oro al Locarno Festival. Nel 1955 Ciske muso di topo vince il Leone d'argento alla 16ª Mostra internazionale d'arte cinematografica di Venezia.
Dal 1990 al 2006 il Festival di Berlino assegna il Premio Wolfgang Staudte.

## Filmografia

### Regista
- Akrobat schö-ö-ö-n (1943)
- Der Mann, dem man den Namen stahl (1945)
- Gli assassini sono tra noi (Die Mörder sind unter uns) (1946)
- Rotation (1949)
- Berlino, episodio del film Passaporto per l'oriente (A Tale of Five Cities) (1951)
- Der Untertan (1951)
- Ciske muso di topo (Ciske de Rat) (1955)
- Rosa nel fango (Rose Bernd) (1957)
- I legionari (Madeleine und der Legionär) (1958)
- Pezzo, capopezzo e capitano (Kannonenserenade) (1958)
- Storia di un disertore (Kirmes) (1960)
- L'ultimo testimone (Der Letzte Zeuge) (1960)
- La polizia tace (Fluchtweg St. Pauli - Großalarm für die Davidswache) (1971)
- L'avventuriero dei sette mari (Der Seewolf) - serie TV (1971)
- Kommissariat 9 - serie TV (1975)

### Attore
- Vecchia Russia (Großfürstin Alexandra), regia di Wilhelm Thiele (1933)
- L'imperatore della California (Der Kaiser von Kalifornien), regia di Luis Trenker (1936)
- Delitto sull'autostrada (Mordsache Holm), regia di Erich Engels (1938)
- La sconfitta dell'oro (Am seidenen Faden), regia di Robert Adolf Stemmle (1938)
- La squadriglia degli eroi (Pour le Mérite), regia di Karl Ritter (1938)
- Guerra di donne (Lauter Lügen), regia di Heinz Rühmann (1938)
- L'aeroplano D III 8 (D III 38), regia di Herbert Maisch e Hans Bertram (1939)
- Oceano in fiamme (Brand im Ozean), regia di Günther Rittau (1939)
- Matrigna (Aus erster Ehe), regia di Paul Verhoeven (1940)
- Süss l'ebreo (Jud Süß), regia di Veit Harlan (1940)
- Il vincitore (...reitet für Deutschland), regia di Arthur Maria Rabenalt (1941)
- Sei giorni di licenza (Sechs Tage Heimaturlaub), regia di Jürgen von Alten (1941)